# Swiss Equestrian
Swiss Equestrian, bis Herbst 2023 Schweizerischer Verband für Pferdesport, SVPS (französisch: Fédération Suisse des Sports Equestres, FSSE, italienisch: Federazione Svizzera Sport Equestri, FSSE) ist der nationale Dachverband aller Personen, die Pferdesport ausüben, sich für Pferdezucht, Haltung oder Ausbildung einsetzen in der Schweiz.
Swiss Equestrian ist im Dachverband Fédération Équestre Internationale (FEI) Mitglied und innerhalb von Swiss Olympic zuständig für den Reitsport.

## Geschichte
Nachdem in Yverdon 1900 der erste Concours Hippique der Schweiz ausgetragen wurde, gründete sich in diesem Jahr auch der «Verband der Schweizerischen Renngesellschaften». 1932 wurde er in Schweizerischer Verband für Pferdesport umbenannt. Fünf Jahre kam später gab es eine weitere Reorganisation: die Teilung in einen Zentralverband mit beschnittenen Kompetenzen, in eine Abteilung Concours und in eine Abteilung Rennen. Das blieb so bis 1989, als sich "die Rennen vom SVP lösten, die Bezeichnung «Abteilung Concours» verschwand und deren Aufgaben vom SVPS übernommen wurden".
Seit Anfang 2021 wurde die Strategie "SVPS 2030" umgesetzt, wozu die Umbenennung im Herbst 2023 gehörte.

## Disziplinen
Der Verband befasst sich mit folgenden Disziplinen:
- Dressur
- Springen
- Vielseitigkeit (Concours Complet)
- Fahren
- Distanzreiten (Endurance)
- Voltige
- Reining
- Para-Dressur (Para-Equestrian Dressage)
- Vierkampf

2016 wurden rund 550 Prüfungen nach dem Reglement des SVPS durchgeführt.